# Знесіння (місцевість, Львів)
Знесі́ння — місцевість Личаківського району Львова, розташована між вулицею Опришківською, залізницею та лісопарком Кайзервальд; на сході Знесіння межує з Великими Кривчицями.

## Назва
Трансформована від «Вознесіння» — на честь церкви Вознесіння Господнього, що тут розташована.

## Історія
На місці теперішнього Знесіння в IV—II століттях до н. е. було Світовидове поле — пам'ятка дохристиянської епохи. Також тут знаходять викопні черепашки молюсків, скам'янілі рештки дерев, унікальні зразки лісової та степової флори — сліди кількох геологічних епох.
Історики Ісидор Шараневич та Іван Вагилевич вважали і дуже переконливо доводили, що саме тут було поселення, на базі якого король Данило заснував Львів.
У травні 1872 року тут відкрито єврейське кладовище, де ховали євреїв з Брюхович, Винник, Замарстинова, Збоїщ, Голоска, Клепарова, Кривчиць і Кульпаркова. Після Першої світової війни закрите. В рядянський час територія використовувалась автобазою. У 1920-ті роки частину території Знесіння, котра прилягала до верхнього Личакова, віддали львівським професорам під забудову, що утворило так звану Професорську колонію. 1927 року товариство Рідна школа відкрило свій десятий (і перший на Знесінні) дошкільний український навчальний заклад.
Увійшло до меж міста 11 квітня 1930 року.
Частина земель Знесіння входить у регіональний ландшафтний парк «Знесіння».

## Церкви
- Вознесіння Господнього
- Преображення Господнього
- священномученика Йосафата і всіх українських мучеників

## Світлини

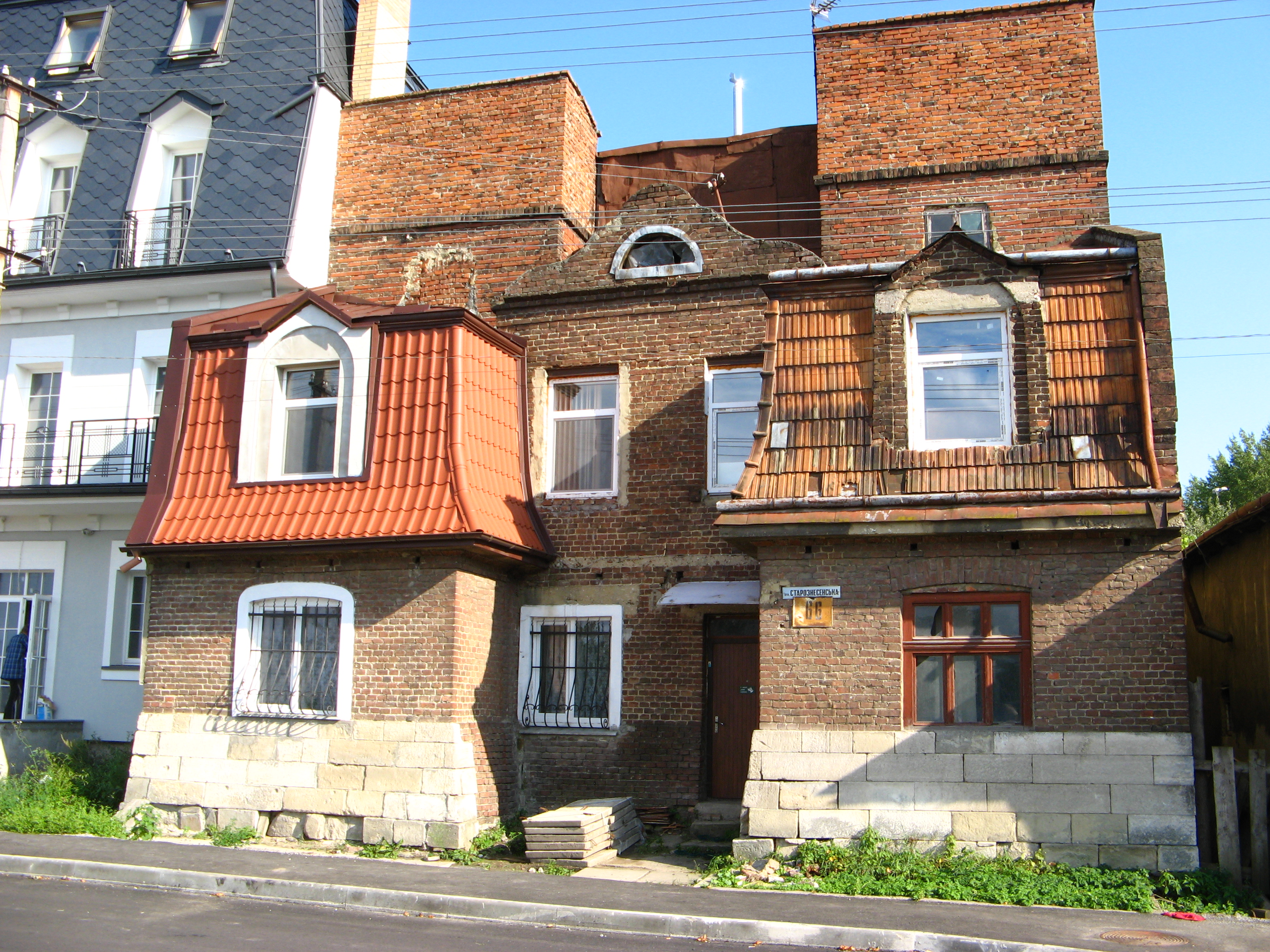
Стара кам'яниця
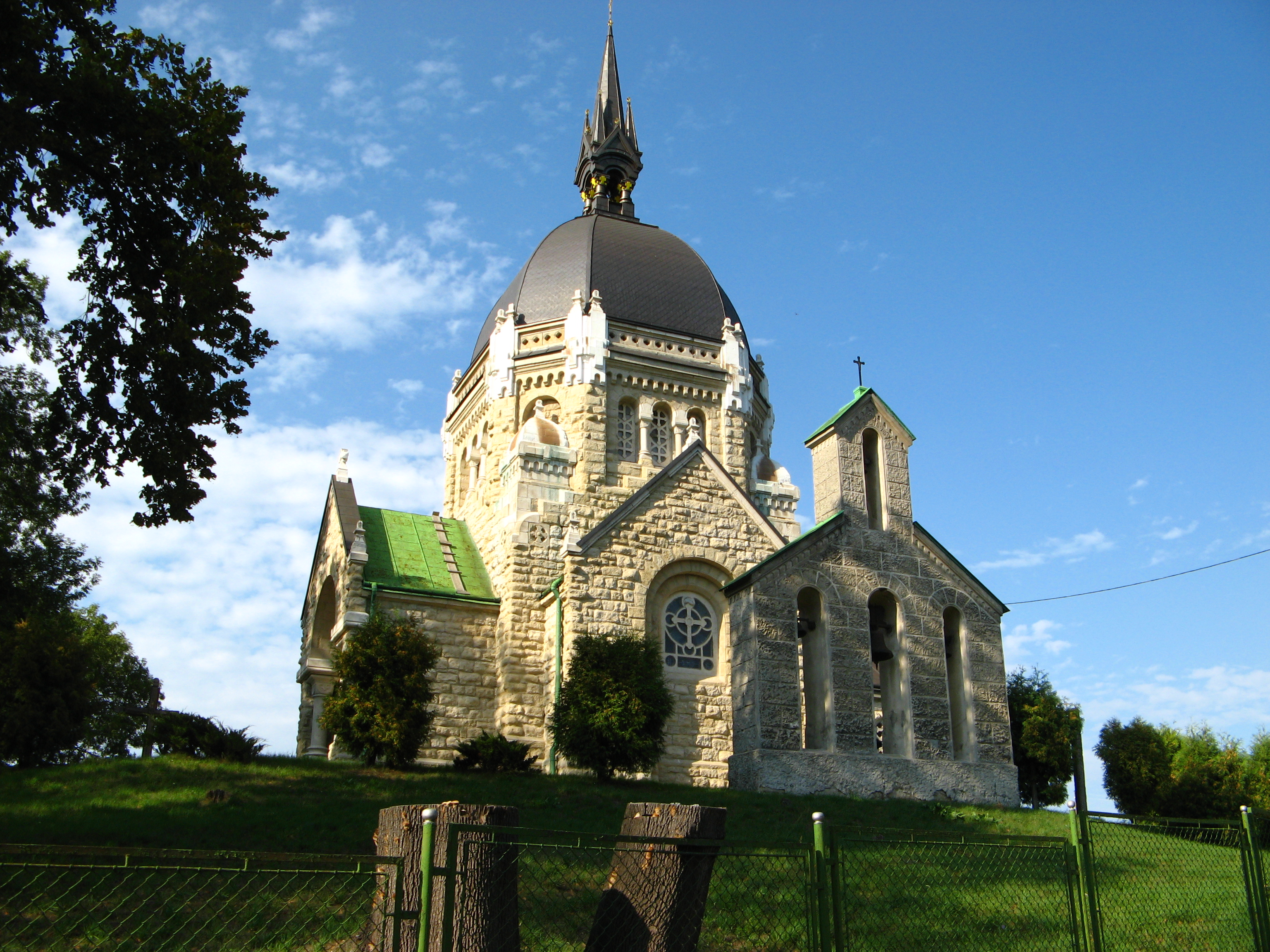
Церква Вознесіння Господнього
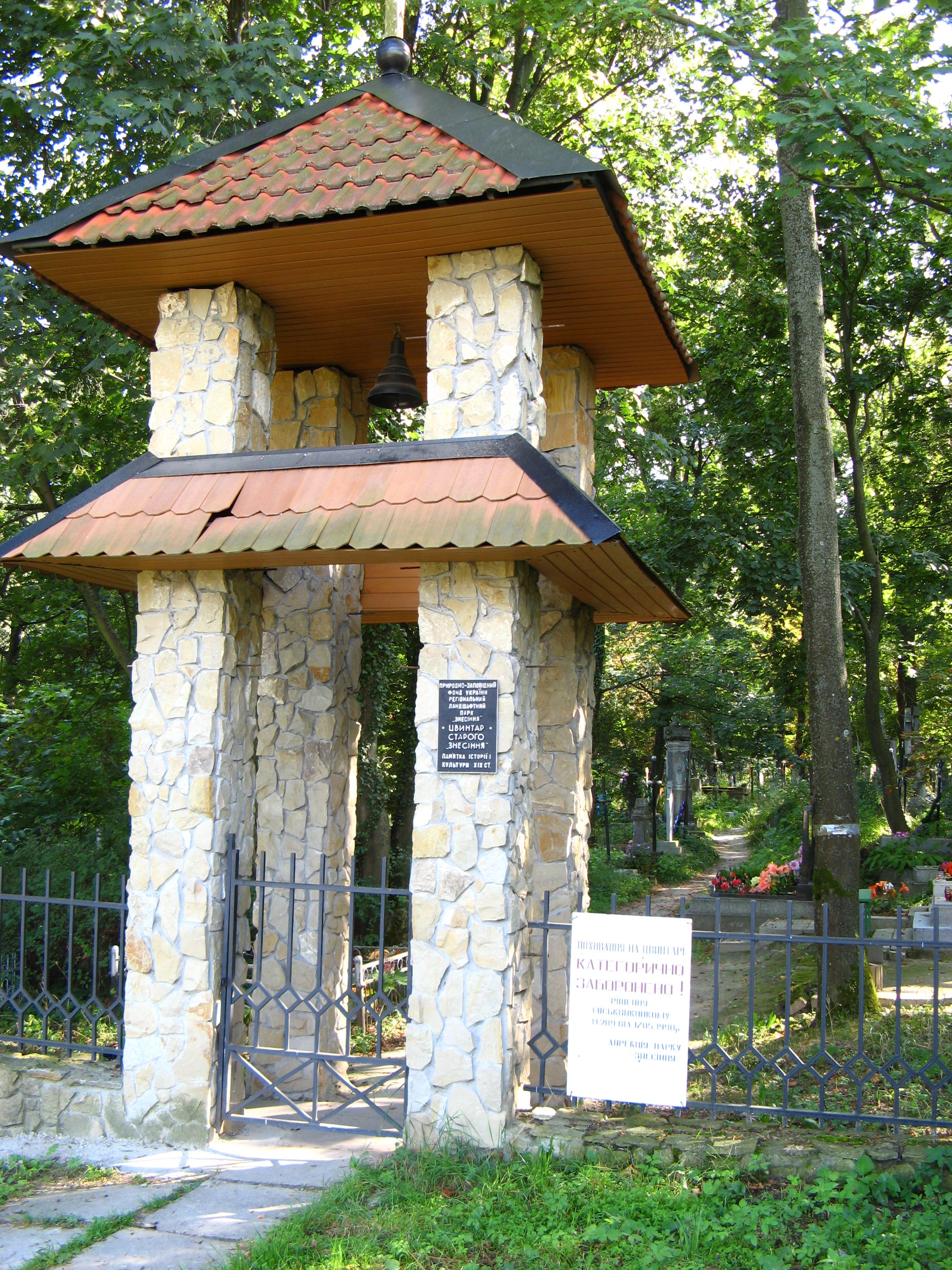
Цвинтар на Знесінні (головний вхід)
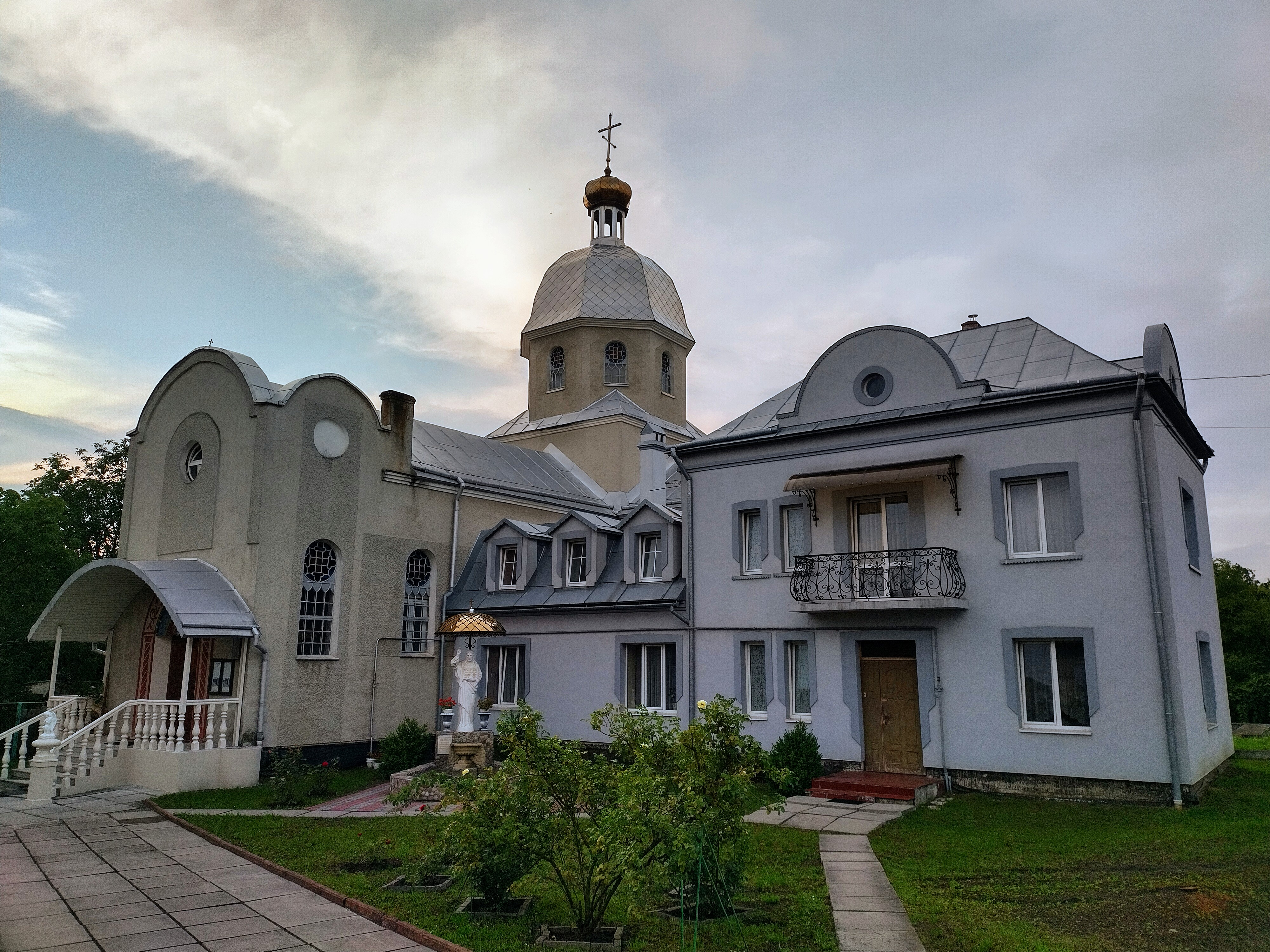
Церква Преображення Господнього
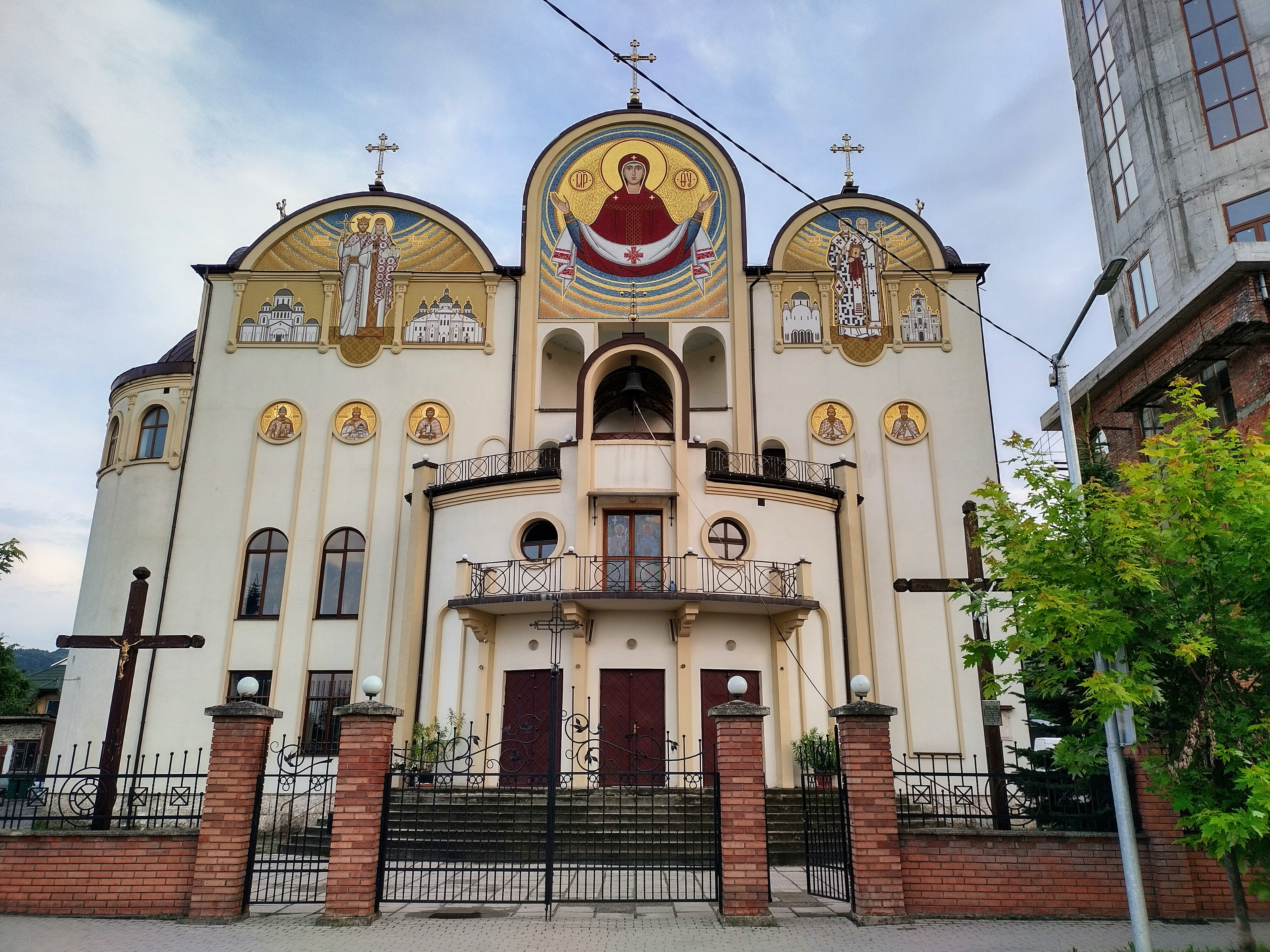
Церква Пресвятої Богородиці - Володарки України